# Scinax rupestris
Scinax rupestris é uma espécie de anfíbio da família Hylidae. Endêmica do Brasil, onde pode ser encontrada na Chapada dos Veadeiros no estado de Goiás.

## Taxonomia
O gênero scinax é um dos gênero mais ricos de sapos neotropicais, com 112 espécies descritas. A descoberta do gêneros Scinax rupestris se deu recentes pesquisas e  pelas coletas realizadas por  Werner C.A. Bokermann, na Chapada do veadeiros, durante a década de 1970. O termo “rupestris” é uma alusão formações rochosas da região da chapada dos veadeiros.

## Descrição
Scinax rupestris é uma espécie de anfíbio da ordem anuro da família Hylidae, é o um novo membro do clado de Scinax ruber, pois possui a única sinapomorfia morfológica conhecida entre o grupo, o tubo respiratório que não atinge a margem livre da barbatana inferior. O comprimento médio dos macho varia entre 21,9 e 27,7 milímetros e as fêmeas entre 26,7 3 31,7. Possui tímpano de tamanho médio; saco vocal único, mediano, subangular, que não atinge a região peitoral; íris iridescente amarela, com algumas retículas finas e mais escuras. O corpo moderadamente robusto, cabeça levemente arredondada, braços delgado e antebraço moderadamente robusto. O dorso possui cor marrom e manchas redondas espalhadas. O canto é composto de 8 a 14 notas, cada uma com 4-18 pulsos e duração de 290 a 420 ms.

## Distribuição
O Scinax rupestris sp. nov. é um habitante de alta altitude riachos e riachos temporários de leito rochoso nas montanhas de rocha quartzítica na região da Chapada dos Veadeiros, norte estado de Goiás, Brasil Central. O habitat do ecossistema do Cerrado na Chapada dos Veadeiros é caracterizado pela presença de pequenos a médios árvores, solo muito raso (saturado de água durante a estação chuvosa) e vários afloramentos rochosos de tamanhos diferentes. Durante a estação chuvosa, alguns pequenos riachos são formados pela drenagem do solo. Esses riachos são usados por várias espécies de rãs para reprodução. Embora este habitat seja pobremente representada na paisagem do Cerrado, possui várias espécies endêmicas, como Ameerega flavopicta, Bokermannohyla pseudopseudis, Leptodactylus tapiti, Phyllomedusa oreades (Hylidae), Proceratophrys goyana, P. salvatori, Scinax skaios e S. rupestris sp. nov. (Brandão 2002; Brandão et al. 2013; Santoro & Brandão 2014).

## Ecologia da espécie
Os machos da espécie tipicamente vocalizam sobre rochas ao longo de linhas de água. Quando perturbados, os indivíduos param de cantar e se abrigam debaixo de rochas ou fendas. Deste modo, a espécie exibe alta capacidade de escalada em superfícies rochosas.
A coloração dorsal confere camuflagem aos indivíduos quando estão em superfícies rochosas. Embora os machos vocalizem a vários metros de distância uns dos outros, algumas pequenas agregações podem ser observadas perto de grandes conjuntos de riachos.
Os girinos são aparentemente diurnos. Sua coloração é semelhante à das rochas quartzíticas em leitos de riachos que habitam. Esses riachos estão localizados em habitats abertos, de forma que a luz do sol pode alcançar o leito de riacho, assim, as manchas douradas e as listras dos girinos refletem a luz de maneira semelhante à areia quartzítica, seixos e rochas. 
A nova espécie compartilha os mesmos habitats da Chapada dos Veadeiros com Ameerega flavopicta (Dendrobatidae), Bokermannohyla pseudopseudis (Hylidae), Leptodactylus tapiti (Leptodactylidae), Proceratophrys goyana e P. salvatori (Odontophrynidae). 
Os predadores do S. rupestris podem variar, inclusive, podem ser comummente predados por sapos maiores, como o Bokermannohyla pseudopseudis.

## Ameaças
Na Chapada dos Veadeiros, a principal ameaça para este habitat é a mineração ilegal de cristais de quartzo comumente vendidos a turistas, ou de rochas quartzíticas usadas para edifícios.

## Comparação com outras espécies
O clado de ruber Scinax inclui 66 espécies, das quais 55 não estão incluídas nos dois grupos monofiléticos reconhecidos atualmente: os grupos Scinax rostratus e Scinax uruguayus. Por esta razão, foram apresentadas comparações com todas as espécies. A estrutura para a comparação é baseada em diferenças óbvias de tamanho em adultos, seguido por comparações mais detalhadas em espécies que não podem ser diferenciadas com base no tamanho, ou nas que possuem caracteres morfológicos externos conspícuos.
Scinax rupestris sp.  difere de todas as espécies do grupo S. rostratus e S. uruguayus por não possuírem sinapomorfias da morfologia externa de larvas em adultos desses grupos. O padrão de cor dorsal que consiste em um fundo marrom com algumas manchas pequenas redondas espalhadas e manchas escuras irregulares diferenciam das outras espécies. O nome Scinax x-signatus Spix ainda apresenta algumas complicações pois seu tipo é considerado destruído, um neótipo ainda não foi designado, e aparentemente existem várias espécies para as quais este poderia ser aplicado no estado da Bahia, Brasil.
Enquanto isso, a ausência de coloração amarela nas superfícies ocultas dos membros e região inguinal em S. rupestris sp., é considerado um estado de caráter que permite diferenciar esta espécie daquelas para as quais o nome S. x-signatus poderia ser aplicado no nordeste do Brasil. A nova espécie é composta por 8 a 14 notas cada uma com 4-18 pulsos e duração de 290-420 ms. 
A nova espécie difere ainda da Scinax rogerioi, a outra espécie da Chapada dos Veadeiros, por ter um dorso marrom com algumas pequenas manchas escuras redondas e irregulares (marrom dorsal manchas que se estendem como um par de manchas / listras longitudinais irregulares e interrompidas da região da cabeça até a região inguinal e mancha interocular triangular marrom invertida).
A morfologia larval de Scinax rupestris sp. nov. diferencia esta espécie da maioria das espécies conhecidas de girino no clado de S. ruber. O P-3 não modificado como braço labial diferencia S. rupestris sp. nov. de todos os girinos conhecidos do grupo S. rostratus (P3 modificado como um braço labial). A falta de placas coloridas queratinizadas nos lados da bainha inferior diferencia S.rupestris sp. nov. de girinos conhecidos no grupo S. uruguayus (placas queratinizadas nos lados da garra inferior presente). Os olhos dorsolaterais, invisíveis ventralmente, também são  exclusivos para S. rupestris sp. nov. no clado de S. ruber, sendo a única exceção conhecida o S. ictericus.